# Lodewijk Toeput
Lodewijk Toeput (ook bekend als Ludovic Toeput, Ludovico Pozzoserrato en Il Pozzoserrato) (Antwerpen, circa 1550 – Treviso, circa 1605) was een Vlaams kunstschilder van landschappen en tekenaar.

## Leven en werk
Toeput werd omstreeks 1550 in het Belgische Antwerpen geboren. Hij verruilde België voor Italië en ontmoette in Venetië Karel van Mander. Hij schilderde en tekende landschappen en portretten. Hij schilderde een aantal historische allegorieën uit de bijbel en mythologische thema's uit de Metamorfosen.
Joos de Momper was een leerling van Toeput. Hij overleed in zijn werkplaats in Italië omstreeks 1605.
- Biblioteca Nacional de España: XX1469933
- Bibliothèque nationale de France: cb12159721q (data)
- Biografisch Portaal: 05131176
- Gemeinsame Normdatei: 118882929
- International Standard Name Identifier: 0000 0000 8398 7891
- Library of Congress Control Number: n86050508
- Nationale Bibliotheek van Israël: 987007524996105171
- Nederlandse Thesaurus van Auteursnamen: 073600911
- RKD-Nederlands Instituut voor Kunstgeschiedenis: 77714
- Système universitaire de documentation: 08021777X
- Union List of Artist Names: 500019041
- Virtual International Authority File: 87205747
- WorldCat: E39PBJyCJYxPVkT6wmftKRCbBP